# 삼국지 14
《삼국지 14》(Romance of the Three Kingdoms XIV, 일본어: 三國志14)는 코에이의 삼국지 전략 게임 시리즈의 14번째 게임이다. 2020년 1월 16일 플레이스테이션 4, 마이크로소프트 윈도우용으로 일본과 타이완에서 출시되었다. 다른 지역에서 PC용으로 수입, 구매가 가능하지만 처음에는 삼국지 12, 13과 마찬가지로 영어로 이용이 불가능하다. 서양 로컬 버전은 2020년 2월 28일 출시되었다. 이어서 2020년 12월 10일 이민족, 외국과의 교역, 전기제패 등의 기능이 추가된 삼국지 14 with 파워업키트가 서양권을 제외한 전 세계에 출사했다. 서양권에선 2021년 2월 11일에 출시하였다.